# 김동진 (건축가)
김동진은 대한민국의 건축가이다. 《Bati_rieul》, 《야볕쪼》, 《마트료시카》 등 설계했다.

## 개요
홍익대학교에서 건축학과 및 프랑스 파리-벨빌 국립건축대학Ecole Nationale Supérieure d'Architecture de Paris-Belleville에서 수학한 후 프랑스국가공인건축사DPLG 자격을 취득했으며 (주)서울건축에서 실무경험을 쌓았다.
현재 (주)로디자인 도시환경건축연구소(L'EAU design Co.,Ltd.) 대표이며 홍익대학교 건축공학부 건축학전공 부교수로 재직 중이다

## 주요 작품
- Bati_rieul
- 내밀우주
- 송추 벤딩밴드
- 커스토마이집
- 스칼렛 테르 하우스
- 야볕쪼
- 마트료시카
- 마치래빗
- 모아이
- ID 병원 (그라데이션 타워)
- 셀프 스프라우팅
- 아뜰리에 채연
- 제주 하예 나니아
- 수서, 유유자적 流留自績
- 파크 애드호크라시
- 코쿠닝
- 디아스포라
- 거꾸로된 파테마

## 주요 수상경력
- 2019  제42회 한국건축가협회상 ‘올해의 Best 7’
- 2019  미국 The Architecture Master Prize 2019, 건축상
- 2019  미국 The Architecture Master Prize 2019, 명예상
- 2019  강남구 ‘아름다운 건축물’ 대상
- 2019  강남구 ‘아름다운 건축물’ 건축상
- 2018  세종시 복합 커뮤니케이션 센터, 현상공모전 1등 당선
- 2015  제38회 한국건축가협회상 ‘올해의 Best 7’
- 2015  제33회 서울특별시 건축상 최우수상
- 2015  제33회 서울특별시 건축상 시민공감 특별상
- 2015  강남구 ‘아름다운 건축물’ 대상
- 2015  강남구 ‘아름다운 건축물’ 건축상
- 2015  독일 Iconic Award 2015, 건축상
- 2013  제9회 건축의 날, 국토교통부장관상
- 2009  인천국제공항공사, 하늘 자율형 사립고등학교 현상공모전 1등 당선
- 2008  제31회 한국건축가협회상 ‘Best 7’ 수상
- 2008  제1회 젊은 건축가상 (문화체육관광부 장관상)
- 2008  제3회 강남구 ‘아름다운 건축물’ 건축상
- 2008  제27회 대한민국건축대전 Best Presentation상
- 2008  광운대학교 광운포럼 현상공모전 1등 당선

## 같이 보기
- 서울특별시 건축상